# Gibson Robert Johnson L-1
La Robert Johnson L-1 è una chitarra prodotta dalla Gibson Guitar Corporation dedicata al famoso chitarrista blues statunitense Robert Johnson.
Il body (Shape L-1) è realizzato con le stesse tecniche costruttive utilizzate nel 1926.
La tavola è in abete e le fasce e il fondo sono in mogano.
L'interno è caratterizzato da una catenatura traditional "X" realizzata totalmente a mano.
Il manico presenta 20 tasti ed è in ebano con intarsi in madreperla. 
Il ponte è in stile "pyramid" in palissandro.